# HMY Alexandra
Her Majesty's Yacht Alexandra – brytyjski jacht będący do dyspozycji rodziny królewskiej. Mimo że był to w rzeczywistości niewielki, luksusowy statek pasażerski, zgodnie z tradycją przysługiwało mu określenie Royal Yacht i przynależność do Royal Navy jako okrętu. Okręt nazwano imieniem brytyjskiej królowej Aleksandry Duńskiej. W 1925 roku jednostkę sprzedano Norwegii, gdzie otrzymała imię „Prins Olav”.

## Historia
Celem budowy HMY „Alexandra” było uzupełnienie floty królewskich jachtów o mniejszą jednostkę, niż „Victoria and Albert”. Kontrakt na budowę okrętu, po raz pierwszy w historii jachtów królewskich, został przydzielony stoczni dzięki otwartemu postępowaniu konkursowemu.
Wodowanie okrętu odbyło się w Glasgow, w stoczni A.&J. Inglis, 30 maja 1907 roku. Wejście do służby nastąpiło wiosną 1908 roku. Podczas swojej pierwszej podróży, przechodząc przez Kanał Kiloński, okręt uderzając w jedną ze śluz uszkodził śrubę napędową. Podczas I wojny światowej jednostkę wykorzystywano w roli okrętu szpitalnego. HMY „Alexandra” została wycofana ze służby w 1922 roku.        